# Haruchika
Haruchika (ハルチカ?), también llamado Haruta & Chika, es una serie de novelas ligeras escritas por Sei Hatsuno. Kadokawa Shōten ha publicado cinco novelas desde octubre de 2008. Una adaptación a manga publicada por la Monthly Shōnen Ace de Kadokawa Shoten comenzó su serializacion en diciembre del 2015. Una adaptación a serie de anime titulada Haruchika: Haruta to Chika wa Seishun Suru producida por P.A. Works se emitió entre el 7 de enero y el 24 de marzo de 2016. Una película de acción en vivo se estrenó en 2017.

## Argumento
Haruta y Chika son miembros del club de instrumentos de viento de su escuela que está a punto de ser cerrado debido a que solo hay cuatro miembros. Los dos amigos de la infancia que se separaron, pero se reunieron nueve años después y ellos pasan sus días estudiando y también intentan reclutar nuevos miembros. Cuando un misterioso evento ocurre dentro de su escuela, se juntan con el fin de resolver el misterio.

## Personajes
Chika Homura (穂村 千夏 Homura Chika)
Seiyū: Sarah Emi Bridcutt
Haruta Kamijō (上条 春太 Kamijou Haruta)
Seiyū: Sōma Saitō
Shinjirō Kusakabe (草壁 信二郎 Kusakabe Shinjirou)
Seiyū: Natsuki Hanae
Keisuke Katagiri (片桐 圭介 Katagiri Keisuke)
Seiyū: Seiichirō Yamashita
Miyoko Narushima (成島 美代子 Narushima Miyoko)
Seiyū: Haruka Chisuga
Maren Sei (マレン・セイ)
Seiyū: Nobunaga Shimazaki
Naoko Serizawa (芹澤 直子 Serizawa Naoko)
Seiyū: Asami Seto
Kaiyū Hiyama (檜山 界雄 Hiyama Kaiyuu)
Seiyū: Nobuhiko Okamoto
Akari Gotō (後藤 朱里 Gotou Akari)
Seiyū: Yuki Yamada
Sae Asahina (朝比奈 紗恵 Asahina Sae)
Seiyū: Emi Miyajima
Kae Asahina (朝比奈 香恵 Asahina Kae)
Seiyū: Chiaki Omigawa

## Media

### Novela
La serie de novelas de misterio de Haruchika son escritas por Sei Hatsuno. La primera novela en la serie fue publicada por Kadokawa Shoten el 29 de octubre de 2008 en formato tankōbon; cinco volúmenes han sido publicados en este formato hasta el 30 de septiembre de 2015. Kadokawa Shoten también ha publicado la serie en formato bunkobon comenzando el 24 de julio de 2010 mostrando ilustraciones de portadas por Yoko Tanji para los primeros tres volúmenes, y Hiko Yamanaka para los volúmenes subsecuentes.

#### Lista de novelas
| Núm. | Título                                                    | Fecha de publicación      | ISBN                   |
| ---- | --------------------------------------------------------- | ------------------------- | ---------------------- |
| 1    | Game de Salida Taishutsu Gēmu (退出ゲーム)                | 29 de octubre de 2008     | ISBN 978-4-04-873898-9 |
| 2    | Sommelier del Primer Amor Hatsukoi Somurie (初恋ソムリエ) | 1 de octubre del 2009     | ISBN 978-4-04-873998-6 |
| 3    | Organ de Fantasía Kūsō Orugan (空想オルガン)              | 31 de agosto del 2010     | ISBN 978-4-04-874097-5 |
| 4    | Juliet de Mil Años Sennen Jurietto (千年ジュリエット)     | 26 de marzo del 2012      | ISBN 978-4-04-874227-6 |
| 5    | Planeta Charon Wakusei Karon (惑星カロン)                 | 30 de septiembre del 2015 | ISBN 978-4-04-110476-7 |

### Manga
Una adaptación a manga ilustrada por Būta, con diseños de los personajes por Namaniku ATK, comenzó su serializacion en la Monthly Shōnen Ace de Kadokawa Shoten con la edición de diciembre de 2015. El primer tankōbon fue publicado el 26 de diciembre de 2015.

### Anime
Una adaptación a anime titulada Haruchika: Haruta to Chika wa Seishun Suru (ハルチカ 〜ハルタとチカは青春する〜 , lit. Haruta y Chika Disfrutan su Juventud), producida por P.A.Works y dirigida por Masakazu Hashimoto, se estrenó el 7 de enero del 2016 en Tokyo MX. El diseño de los personajes es proporcionado por Namaniku ATK. El opening es "Niji o Ametara" (虹を編めたら, lit. "Si Pudieramos Entrelazar los Arcoiris") interpretado por Fhána, y el ending es "Kūsō Triangle" (空想トライアングル, lit. "Triangulo Imaginario") interpretado por ChouCho.

#### Lista de episodios
| Núm. | Título                                                                      | Fecha de emisión      |
| ---- | --------------------------------------------------------------------------- | --------------------- |
| 1    | "Melodious cifra" "Merodiasu na Angō" (メロディアスな暗号)                  | 7 de enero de 2016    |
| 2    | "Cloth Cube" "Kurosu Kyūbu" (クロスキューブ)                                | 14 de enero de 2016   |
| 3    | "Game de salida" "Taishutsu Gēmu" (退出ゲーム)                              | 21 de enero de 2016   |
| 4    | "Vernacular Modernism" "Vanakyurā Modanizumu" (ヴァナキュラー・モダニズム)  | 28 de enero de 2016   |
| 5    | "Elephant's Breath" "Erefantsu Buresu" (エレファンツ・ブレス)               | 4 de febrero de 2016  |
| 6    | "Springraphy" "Supuringurafi" (スプリングラフィ)                            | 11 de febrero de 2016 |
| 7    | "La frecuencia es 77.4MHz" "Shūhasū wa 77.4MHz" (周波数は77.4MHz)           | 18 de febrero de 2016 |
| 8    | "Sommelier del primer amor" "Hatsukoi Somurie" (初恋ソムリエ)               | 25 de febrero de 2016 |
| 9    | "La mirada de Asmodeus" "Asumodeusu no Shisen" (アスモデウスの視線)         | 3 de marzo de 2016    |
| 10   | "La licencia del Jabberwock" "Jabauokku no Kansatsu" (ジャバウォックの鑑札) | 10 de marzo de 2016   |
| 11   | "El Valle de Eden" "Eden no Tani" (エデンの谷)                              | 17 de marzo de 2016   |
| 12   | "Triángulo de simpatía" "Kyōmei Toraianguru" (共鳴トライアングル)           | 24 de marzo de 2016   |

### Película
Una película en imagen real protagonizada por Shori Sato y Kanna Hashimoto fue estrenada el 4 de marzo de 2017.